# Saint-Bonnet-les-Tours-de-Merle
Saint-Bonnet-les-Tours-de-Merle är en kommun i departementet Corrèze i regionen Nouvelle-Aquitaine i de centrala delarna av Frankrike. Kommunen ligger  i kantonen Mercœur som tillhör arrondissementet Tulle. År 2022 hade Saint-Bonnet-les-Tours-de-Merle 40 invånare.

## Befolkningsutveckling
Antalet invånare i kommunen Saint-Bonnet-les-Tours-de-Merle
Referens:INSEE